# Ricardo de Barreiro
Ricardo de Barreiro (Lousame, La Coruña, Galicia, 2 de diciembre de 1974) es un actor, pintor y creador español.

## Biografía
Ricardo de Barreiro es un pintor, creador, y actor español, faceta esta por la que es más conocido. Trabajó en películas como: Celda 211, El desconocido, Lobos sucios, 18 comidas, Encallados, Somos gente honrada, Los girasoles ciegos o After, o en series como Matalobos, Luci, Doctor Mateo o Amar es para siempre más recientemente. Como pintor ha expuesto sus obras por toda Galicia. Como escritor, es coautor junto con Rafael G. García y Xavier Estévez de Merda, un texto teatral en el que ejercía como único actor y que le supuso su entrada en la escena teatral por la puerta grande. En la actualidad compagina la escena, la literatura y la pintura en una propuesta a tres bandas llamada Sobre o desamor e outras mariconadas

## Filmografía

### Televisión
- A gran verbena, (2003)
- A vida por diante, (2006)
- Terra de Miranda, (2007)
- Padre Casares, como el sacerdote substituto (2008)
- Doctor Mateo, como Paco Escribano (2009)
- Matalobos, como Mateo Veloso García (2009-2012)
- Salaó, como Evaristo Rei. Miniserie (2013)
- Luci, como Miguel Carballo (2014)
- Amar es para siempre, como Telmo Aguirre (2014)
- Augasquentes, como Fran Burato (2016)
- Lo que escondían sus ojos, como Juan (2016)
- Pazo de familia, 7ª temporada, reparto (2018) TVG
- Fariña, como Montilla (2018)
- O sabor das margaridas, reparto (2018), TVG
- Los enviados, reparto (2023), Paramount+[1]

### Largometrajes
- Siete mesas de billar francés, como el empleado de la funeraria. Dir. Gracia Querejeta (2007)
- Pradolongo, como Celestino. Dir. Ignacio Vilar (2008)
- Carlitos y el campo de los sueños, reparto. Dir. Jesús del Cerro (2008)
- Los girasoles ciegos, como Fernández. Dir. José Luis Cuerda (2008)
- Celda 211, como Julián. Dir. Daniel Monzón (2009)
- After, como Ramón. Dir. Alberto Rodríguez (2009)
- Pájaros de papel, como Paco. Dir. Emilio Aragón (2010)
- 18 comidas, como Nito. Dir. Jorge Coira (2010)
- A cova, reparto. Dir. Felipe González (2011)
- Vilamor, como Luis. Dir. Ignacio Vilar (2012)
- Encallados, protagonista. TV movie (2013)
- Somos gente honrada, como el entrenador. Dir. Alejandro Marzoa (2013)
- El desconocido, como Víctor. Dir. Dani de la Torre (2015)
- Lobos sucios, como Virutas. Dir. Simón Casal (2015)
- La sombra de la ley, como jefe de turno. Dir. Dani da la Torre (2018)
- Sea Beast, como Santos. Dir. Felipe González (2018)

### Cortometrajes
- Inútil, como Peras. Dir. Paco Rañal (2001)
- Lobos, como Thor. Dir. Dani de la Torre (2004)
- Sin plomo, como Ricardo. Dir. Jorge Saavedra Mancebo (2006)
- Bos días, reparto. Dir. Dani de la Torre (2006)
- Servicio a domicilio, como Valentín. Dir. Jorge Saavedra Mancebo (2006)
- Summons, como un policía. Dir. Mario Carbajosa (2012)
- Einstein-Rosen, como Teo. Dir. Olga Osorio (2016)

### Teatro
- Merda
- A piragua. Cía. CGD y Abrapalabra
- As actas escuras. Cía. CDG
- Sobre o desamor e outras mariconadas. Cía. Viscirón
- O tolleito de Inishmaan. Cía. Contraproduccións

## Libros de poesía en gallego
- Sobre o desamor e outras mariconadas (2013), Toxosoutos, ISBN 978-8415400929.[2]
- A+A (2018), autoedición, ISBN 978-84-09-03074-3.

## Premios y nominaciones
- Mención especial del jurado en la VII Mostra de Curtas Vila de Noia por Servicio a domicilio (2005)
- Premio al mejor actor en el festival de Cans por Bos días (2006)
- Premio especial en la X Mostra de Curtas de Noia (2008)
- Nominado al premio Mestre Mateo a mejor actor secundario por Matalobos (2012)
- Tercer premio de teatro A Pousada das Ánimas de Boiro (2013)
- Premio Mestre Mateo a mejor actor secundario por Somos gente honrada (2014)
- Nominado al premio Mestre Mateo a mejor actor secundario por Lobos sucios (2016)
- Premio al mejor actor en el festival de Cans por Einstein-Rosen (2016), ex aequo con Xúlio Abonjo

## Sitios externos
- Paraguadi, pieza para Guadi Galego y sus Costuras, 2020.
- Paca, Ricardo de Barreiro, 2020

- Datos: Q14629737
- Multimedia: Ricardo de Barreiro / Q14629737